# Astrid Norberg
Astrid Norberg, född 15 april 1939 i Malå är sjuksköterska och professor emerita i omvårdnad vid Umeå universitet.
Norberg tog sjuksköterskeexamen 1964 i Lund och började som vårdlärare 1971 för att sedan disputera 1978 vid Lunds universitet med en avhandling i pedagogik om religiösa normer och roller i barnuppfostran i Sverige 1750 till 1809.
Norberg blev docent 1980, och intresserade sig tidigt för den teoretiska bakgrunden till omvårdnadsarbete. 1983 gav hon ut första utgåvan av Teorier i omvårdnadsarbete, som bland annat introducerar begreppet omvårdnadsdiagnos för att beskriva vad vårdande innebär. Norberg utsågs 1987 till Sveriges första professor i omvårdnad. Hennes forskning har haft en patientnära inriktning som försökt definiera och utveckla den goda omvårdnaden, och bland annat behandlat områden som etiskt tänkande hos vårdpersonal samt demensvård.